# Mistrzostwa Japonii w Skokach Narciarskich 2017
Mistrzostwa Japonii w skokach narciarskich 2017 – zawody mające na celu wyłonić mistrza kraju rozegrane w dniach 3–5 listopada 2017 roku na skoczniach Miyanomori oraz Ōkurayama w Sapporo.
Rywalizację pań na skoczni normalnej wygrała Sara Takanashi, której skoki no kolejno 94 oraz 93,5 metra. O siedemnaście punktów gorsza była sklasyfikowana na drugiej pozycji Yūki Itō. Oddała ona najdłuższy skok w konkursie na odległość 97,5 metra. Trzecie miejsce zajęła obrończyni tytułu sprzed roku, Yūka Setō. Straciła ona do miejsca drugiego ponad czterdzieści pięć punktów. Na starcie zawodów pojawiło się trzydzieści osiem zawodniczek.
Wśród mężczyzn na skoczni normalnej najlepszym okazał się być Junshirō Kobayashi. W pierwszej serii poszybował na 98 metr co było największym dystansem uzyskanym w zawodach. O dwanaście punktów za nim sklasyfikowany został jego brat Ryōyū. Oddał on dwa skoki na odległość 95 metrów. Brązowym medalistą mistrzostw został Hiroaki Watanabe, tracąc dwa punkty do miejsca drugiego. W konkursie udział wzięło pięćdziesięciu skoczków.
Dwa dni później odbył się konkurs na skoczni dużej, w którym wygrał Noriaki Kasai z przewagą piętnastu punktów nad drugim miejscem. Srebro oraz brąz trafiły do kolejno Junshirō i Ryōyū Kobayashich. Między nimi różnica wyniosła dwadzieścia siedem punktów. Na skoczni dużej również rywalizowało pięćdziesięciu zawodników.

## Wyniki

### Konkurs indywidualny kobiet [HS100]
| M   | Zawodniczka     | Klub                      | Seria 1 | Seria 2 | Punkty |
| --- | --------------- | ------------------------- | ------- | ------- | ------ |
| 1.  | Sara Takanashi  | Kuraray                   | 94,0 m  | 93,5 m  | 234,5  |
| 2.  | Yūki Itō        | Tsuchiya Home SD          | 97,5 m  | 83,0 m  | 217,4  |
| 3.  | Yūka Setō       | Hokkaido High-Tech AC     | 81,5 m  | 79,5 m  | 175,6  |
| 4.  | Haruka Iwasa    | Nihon University          | 79,0 m  | 74,0 m  | 158,2  |
| 5.  | Kaori Iwabuchi  | Kitano Construction Corp. | 73,5 m  | 75,5 m  | 156,0  |
| 6.  | Nozomi Maruyama | Meiji University          | 71,5 m  | 77,5 m  | 149,6  |
| 7.  | Ren Mikase      | Shimokawa Commercial HS   | 71,5 m  | 75,0 m  | 144,0  |
| 8.  | Ringo Miyajima  | Nagano Gymnasium          | 70,0 m  | 70,5 m  | 134,0  |
| 9.  | Ayuka Kamoda    | Shimokawa Commercial HS   | 70,0 m  | 70,0 m  | 132,2  |
| 10. | Misaki Shigeno  | Chintai SK                | 76,0 m  | 61,0 m  | 127,8  |
| ... |                 |                           |         |         |        |

### Konkurs indywidualny mężczyzn [HS100]
| M   | Zawodnik           | Klub                      | Seria 1 | Seria 2 | Punkty |
| --- | ------------------ | ------------------------- | ------- | ------- | ------ |
| 1.  | Junshirō Kobayashi | Snow Brand Megmilk SD     | 98,0 m  | 97,5 m  | 252,0  |
| 2.  | Ryōyū Kobayashi    | Tsuchiya Home SD          | 95,5 m  | 95,0 m  | 239,5  |
| 3.  | Hiroaki Watanabe   | Tokio SD                  | 93,0 m  | 97,5 m  | 237,2  |
| 4.  | Yukiya Satō        | Snow Brand Megmilk SD     | 89,0 m  | 96,0 m  | 230,2  |
| 5.  | Taku Takeuchi      | Kitano Construction Corp. | 95,5 m  | 91,0 m  | 229,9  |
| 6.  | Noriaki Kasai      | Tsuchiya Home SD          | 92,0 m  | 94,0 m  | 228,5  |
| 7.  | Masamitsu Itō      | Tsuchiya Home SD          | 90,5 m  | 94,5 m  | 227,5  |
| 8.  | Yūmu Harada        | Snow Brand Megmilk SD     | 92,0 m  | 93,5 m  | 227,0  |
| 9.  | Minato Mabuchi     | Akita Xerox               | 96,5 m  | 90,5 m  | 224,0  |
| 10. | Taro Yamakawa      | Tokai Univeristy          | 91,0 m  | 92,5 m  | 219,9  |
| ... |                    |                           |         |         |        |

### Konkurs indywidualny mężczyzn [HS134]
| M   | Zawodnik           | Klub                      | Seria 1 | Seria 2 | Punkty |
| --- | ------------------ | ------------------------- | ------- | ------- | ------ |
| 1.  | Noriaki Kasai      | Tsuchiya Home SD          | 130,5 m | 134,0 m | 276,1  |
| 2.  | Junshirō Kobayashi | Snow Brand Megmilk SD     | 132,5 m | 125,0 m | 261,0  |
| 3.  | Ryōyū Kobayashi    | Tsuchiya Home SD          | 121,5 m | 123,5 m | 234,0  |
| 4.  | Taku Takeuchi      | Kitano Construction Corp. | 122,5 m | 120,5 m | 231,4  |
| 5.  | Daiki Itō          | Snow Brand Megmilk SD     | 127,0 m | 108,0 m | 213,0  |
| 6.  | Hiroaki Watanabe   | Tokio SD                  | 116,5 m | 117,5 m | 210,7  |
| 7.  | Naoki Nakamura     | Tokai Univeristy          | 111,0 m | 114,5 m | 194,9  |
| 8.  | Kento Sakuyama     | Kitano Construction Corp. | 111,0 m | 114,0 m | 193,5  |
| 9.  | Keiichi Satō       | Snow Brand Megmilk SD     | 102,0 m | 121,5 m | 190,8  |
| 10. | Tomofumi Naito     | Furukawa SD               | 111,5 m | 108,5 m | 182,0  |
| ... |                    |                           |         |         |        |